# Liasis papuana
Liasis papuana är en ormart som beskrevs av Peters och Doria 1878. Liasis papuana ingår i släktet Liasis och familjen pytonormar. Inga underarter finns listade i Catalogue of Life.
Arten förekommer på Nya Guinea. Honor lägger ägg.

## Bildgalleri

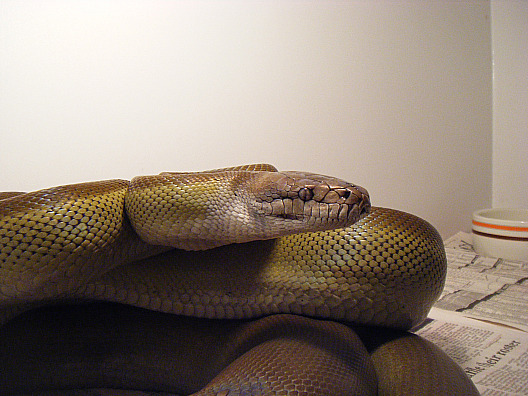
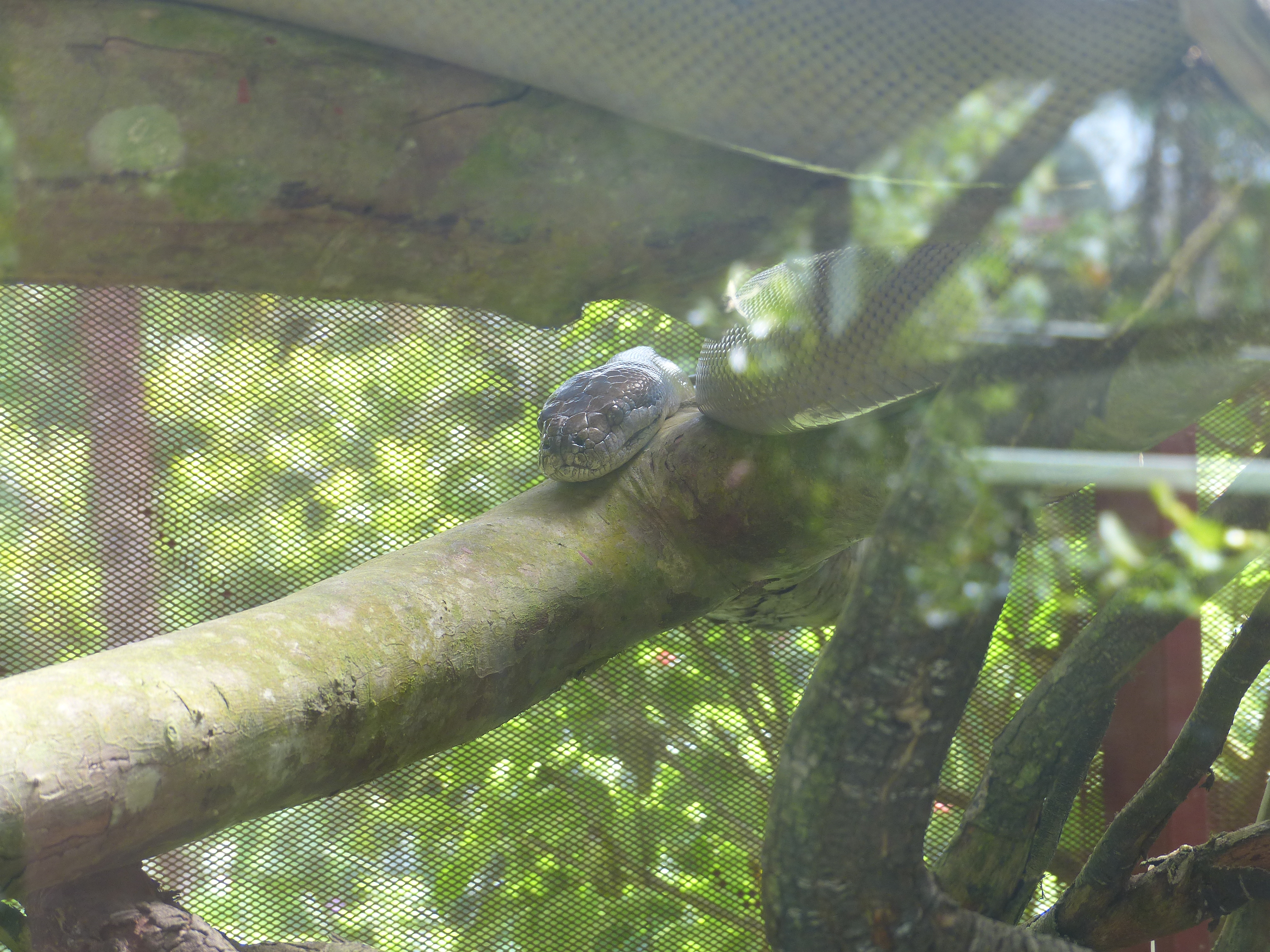